# For Reasons Unknown
"For Reasons Unknown" é uma música composta e tocada pela banda norte-americana  de rock The Killers. É a quinta faixa de seu segundo álbum, intitulado Sam's Town, e o quarto single do mesmo. O single de "For Reasons Unknown" foi lançado no dia 25 de Junho de 2007, e tem como lados B um cover de "Romeo and Juliet", do Dire Straits, e uma versão acústica de "Sam's Town", ambas gravadas em um concerto ao vivo nos estúdios da Abbey Road para um especial do Channel 4 chamado Live From Abbey Road.
Quando "For Reasons Unknown" é tocada ao vivo, o baixista Mark Stoermer toca guitarra ao invés do seu instrumento predominante; o baixista, nessas ocasiões, é o vocalista Brandon Flowers. A canção foi o single do grupo que teve a pior colocação nas paradas, até aquela data; sua melhor posição foi o 53ª lugar no Reino Unido.

## Versões e faixas
CD britânico 
1. "For Reasons Unknown" – 3:31
2. "Romeo and Juliet" (Ao vivo do Abbey Road Studios) - 5:25

7" Vinil britânico 
1. "For Reasons Unknown" - 3:31
2. "Sam's Town" (Ao vivo do Abbey Road Studios) - 5:25

## Paradas musicais
| Paradas (2007)            | Melhor posição |
| ------------------------- | -------------- |
| UK Singles Chart          | 53             |
| Venezuela (Record Report) | 1              |